# Pietro Zazzi
Pietro Zazzi (* 22. Juli 1994) ist ein italienischer Skirennläufer. Er ist auf die Speeddisziplinen Abfahrt und Super-G spezialisiert.

## Biografie
Zazzi stammt aus Bormio und ist auch Tourismusbotschafter der Region. Sein internationales Renndebüt gab er am 18. Dezember 2009 bei einem FIS Slalom in Santa Caterina Valfurva. Seine ersten Europacuprennen bestritt er im Februar 2016 bei den Rennen in Sarntal. In den Jahren dazwischen startet Zazzi hauptsächlich bei FIS bzw. Citizen Rennen. 
Sein Weltcupdebüt gab Zazzi am 29. Dezember 2020 bei der Abfahrt auf der Pista Stelvio in seinem Heimatort Bormio, wobei er mit Rang 36 die Punkteränge klar verpasste. Seine ersten Weltcuppunkte gewann Zazzi erst über zwei Jahre später, als er in Kitzbühel bei den Hahnenkammrennen in der Abfahrt den 28. Rang belegte. Im Januar 2023 gelangen Zazzi erstmals Podestplatzierungen im Europacup. Zwei Monate später gewann er erstmals einen italienischen Meistertitel. Er siegte im Super-G vor Luca Taranzano und Guglielmo Bosca.
Völlig überraschend erreichte Zazzi am 18. Februar 2024 sein bis dato bestes Weltcupergebnis, als er bei der Abfahrt von Kvitfjell mit der hohen Startnummer 50 noch auf den sechsten Platz fuhr.
Am 27. Dezember 2024 kam er im Abfahrts-Training in Bormio zu Sturz und erlitt eine komplizierte Fraktur von Schien- und Wadenbein des rechten Beins. Er fällt somit für den Rest der Saison aus.

## Privates
Zazzi absolviert ein Tourismusstudium an der Universität Mailand-Bicocca.

## Erfolge

### Weltcup
- 1 Platzierung unter den besten zehn

### Weltcupwertungen
| Saison  | Gesamt | Gesamt | Abfahrt | Abfahrt | Super-G | Super-G |
| Saison  | Platz  | Punkte | Platz   | Punkte  | Platz   | Punkte  |
| ------- | ------ | ------ | ------- | ------- | ------- | ------- |
| 2021/22 | 138.   | 8      | 50.     | 8       | –       | –       |
| 2022/23 | 152.   | 6      | 58.     | 6       | –       | –       |
| 2023/24 | 85.    | 64     | 46.     | 22      | 29.     | 42      |

### Europacup
- 4 Platzierungen unter den besten 5, davon 2 Podestplätze

### South American Cup
- 5 Platzierungen unter den besten 30

### Weiter Erfolge
- Italienischer Meister im Super-G (2023)
- Italienischer Vizemeister in der Abfahrt (2023) und im Super-G (2022)